# Apristus agitatus
Apristus agitatus är en skalbaggsart som beskrevs av Thomas Casey. Apristus agitatus ingår i släktet Apristus och familjen jordlöpare. Inga underarter finns listade i Catalogue of Life.